# Moya (apellido)

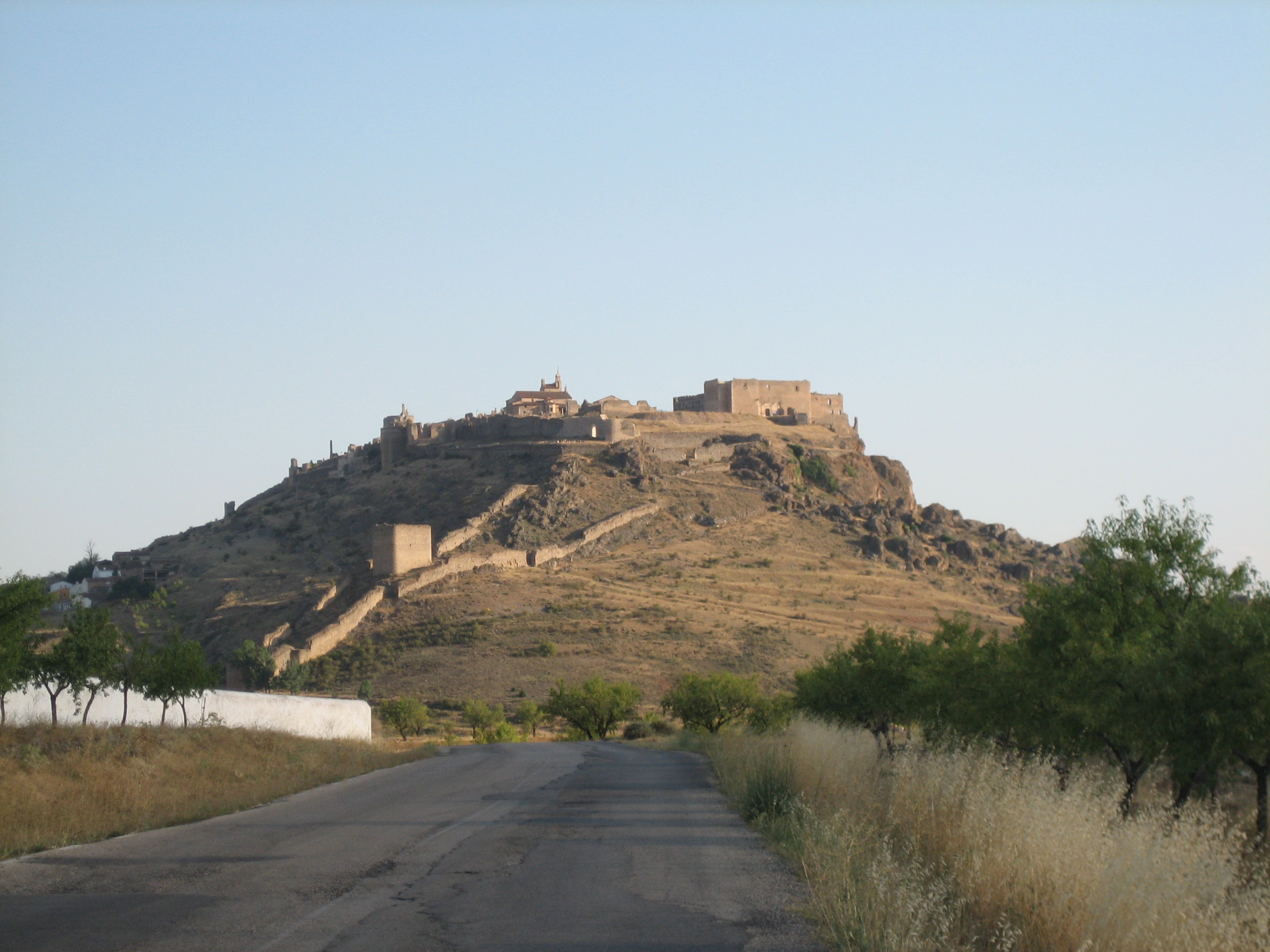
Castillo de Moya

Moya  es una apellido español que tiene un origen antiguo y aún desconocido. 

## Origen
Se sabe que el caballero Álvaro Mariño, capitán de las tropas cristianas bajo el reinado de Alfonso VIII, en 1183, reconquistó la villa de Moya, que actualmente es un municipio de la Provincia de Cuenca perteneciente a la comunidad autónoma de Castilla-La Mancha, España, de donde el caballero adoptó su nuevo apellido.

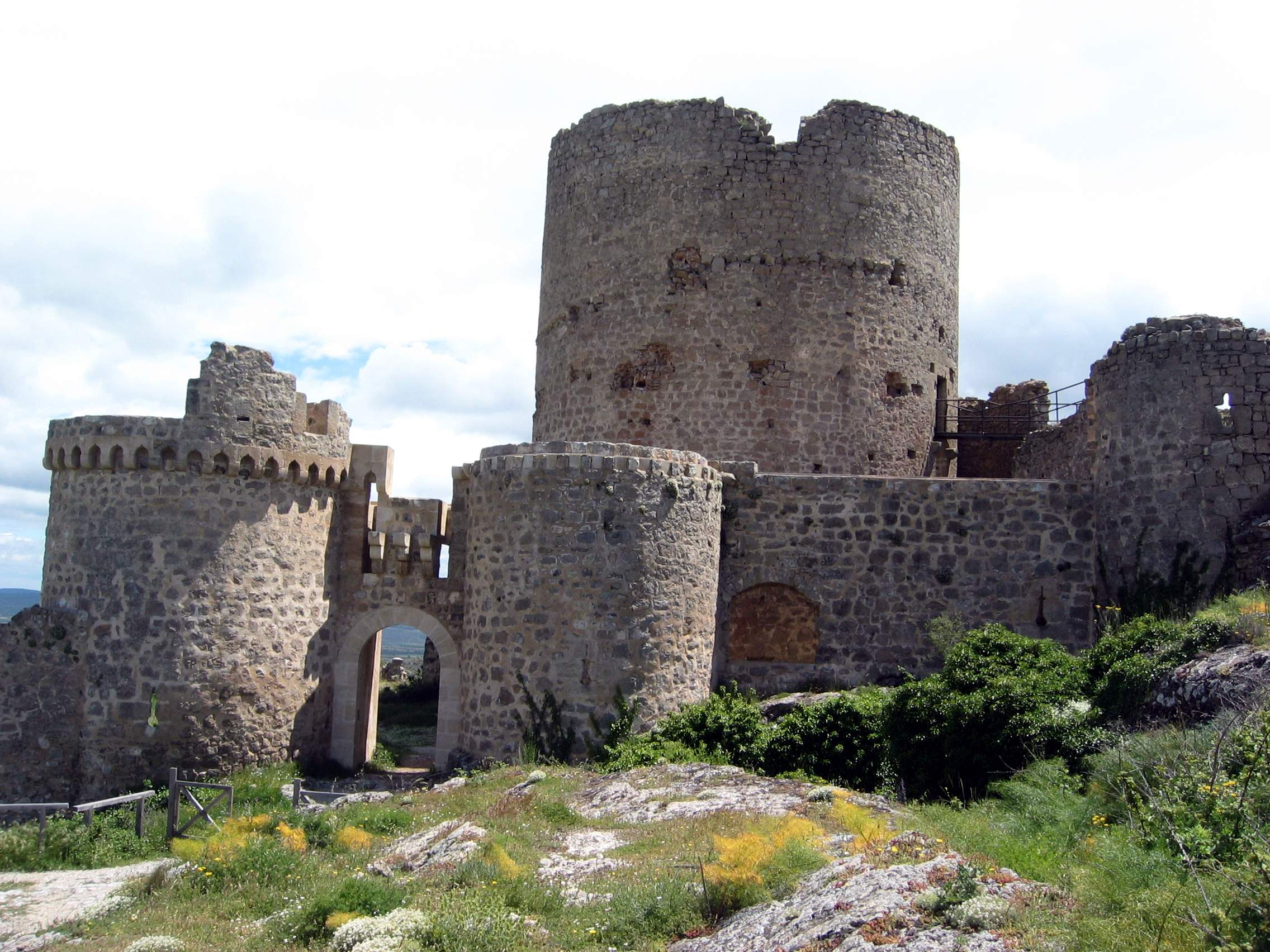
Vista septentrional del castillo de Moya

Según la mayoría de las fuentes, la noble casa de Los Mariños, estaba ubicada en Galicia, por lo cual erróneamente se le atribuye al apellido Moya un origen gallego. Otras fuentes citan un posible origen alavés de Los Mariños.
Según las excavaciones arqueológicas llevadas a cabo durante los años 1982 y 1983 se evidencia que en Moya hubo algún asentamiento en la Edad del Bronce medio, es decir, unos 1500 años a. C. El primitivo poblado estaría situado en las proximidades de lo que hoy llamamos "El Castillo".

## Etimología
El vocablo es de una antigüedad tan remota que algunos genealogistas aseguran su existencia en época anterior a la invasión sarracena, como procedente del elemento hispanorromano, su origen más probable. Pero esto no data el origen, ni el año preciso del apellido. Y tampoco hasta nuestros días se ha podido encontrar algún término hispanorromano o hispanolatino del que se pueda confirmar de manera concluyente que se derive, aunque la mayoría de fuentes hacen referencia a su origen en las montañas de Santander o en Vascongadas. 
Otra explicación según una investigación de Antroponimia Hispanoárabe por Elías Terés, muy probable y de las pocas extraídas de fuentes considerables, es que deriva del vocablo árabe "mu’áwia", nombre preislámico que en árabe significa "lobo, perro, zorrezno, ladrido de perro o aullido de lobo". El nombre habría sido perpetuado en el Islam por su vinculación a algunos califas de la dinastía Omeya, la misma que gobernó en España durante el periodo de al-Ándalus. Por esta razón, serían abundantes sus reflejos en la documentación hispánica, con algunas variantes notables y algunas corrupciones obvias. Básicamente la diferencia principal y relevante para la dialectología hispanoárabe estribaría en la vocal primera de la palabra, que unas veces refleja el prefijo "mu" en su forma normal, mientras que otras veces tenemos formas que empiezan con "ma". De manera que la palabra además de haber dado supuesto origen al vocablo, también puede haber sido el origen de términos como: Moabia, Mauia, Maoya, Abnamoya, Moia, Mahuya, etc.

## Historia

Escudo de Moya

Moiá, Moya, Moyá es un apellido muy antiguo e ilustre. Procede, en opinión de muchos tratadistas, de la noble casa de los Mariños, en Galicia o en Álava, de antigüedad tan remota que algunos genealogistas aseguran su existencia en época anterior a la invasión sarracena, como procedente del elemento hispanorromano, haciendo mención expresa de varios de sus varones que en aquellos tiempos ejercieron cargos importantes.
Está considerado como el progenitor de los Moya el caballero gallego Álvaro Mariño o de Moya, capitán de las tropas cristianas que, bajo el reinado de Alfonso VIII, en 1183, reconquistaron la villa de Moya, distinguiéndose extraordinariamente por su valor, puesto que, solo, comenzó el asalto a escala vista. El Rey le premió esta hazaña autorizándole par que tomase por apellido el nombre de la citada villa y para acrecentar sus armas en la forma que más adelante detallaremos.
La villa de Moya, de la que tomaron el apellido los de este linaje, pertenece al partido judicial de Cañete, de la Provincia de Cuenca, y era cabeza del Marquesado, que comprendía treinta y cuatro pueblos y dos despoblados. Fue dada en señorío en 1475 a Andrés de Cabrera, Caballero de Santiago y Comendador de Montemolín, en recompensa por la entrega de los tesoros reales, y ese Señorío quedó elevado a Marquesado en 1480, cuya dignidad ostenta hoy el duque de Alba de Tormes. 
Caballeros originarios de la casa primitiva de Moya en la villa de este nombre, crearon nuevos solares en las villas de Huete y de Belmonte, de la misma provincia de Cuenca, y pasaron a Aragón, Vascongadas, Castilla-La Mancha, Andalucía y Murcia, fundando en todas estas regiones importantes casas solariegas, de las que iremos haciendo mención en el curso de este estudio.

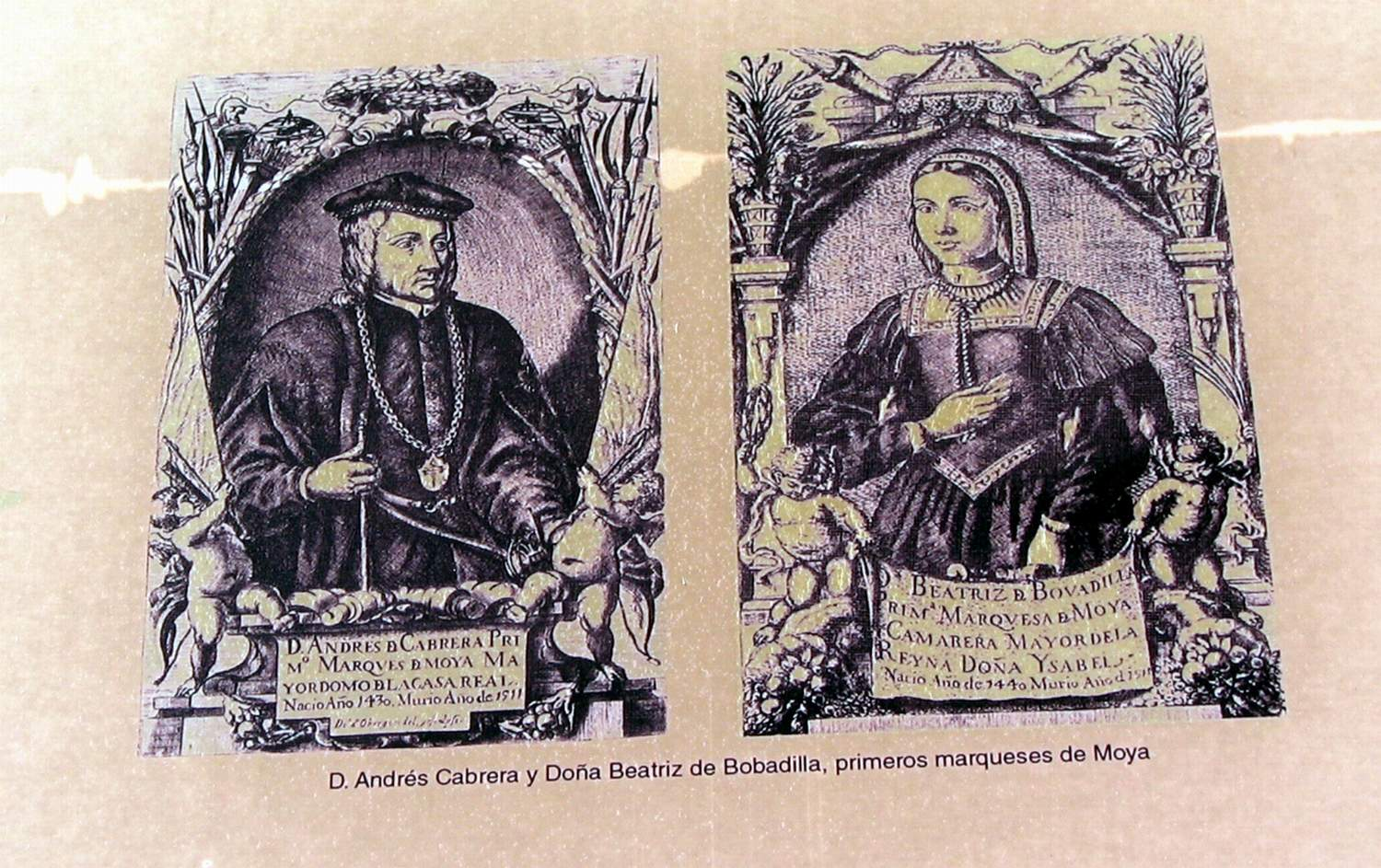
Detalle del retrato de los primeros marqueses de Moya

Según consta en antiguos documentos, los de este linaje siempre se hicieron notar por el valor desplegado, en cuantas batallas intervinieron, teniéndose noticias de don Rodrigo de Moya, que fue uno de los caudillos más valerosos y prudentes de su tiempo. Don Bernardo de Fonseca y Pinto, refiriéndose a él, lo cita como rico hombre que siempre se halló junto al rey don Pedro I de Castilla, "el Justiciero", monarca legítimo castellano a quien dio alevosa muerte su hermanastro, Enrique II de Castilla "el bastardo de Trastamara", para así encalar el trono de Castilla, introduciendo en él la bastardía hecho desconocido con anterioridad, ya que siempre fue este un aspecto que se tuvo muy en cuenta por la nobleza. Don Rodrigo de Moya no lo pudo sufrir y fiel a las tradiciones castellanas, se exilió en Aragón, no reconociendo como su rey y señor al de Trastamara. Y este, ya coronado, quiso recobrar para su bando a los caballeros nobles y de valor, haciéndole llega su promesa real de que, no solo no le tomaría en cuenta los servicios que había prestado al rey don Pedro, sino que lo colmaría de mercedes. Pero don Rodrigo de Moya prefirió morir en el destierro, antes de reconocer al rey de Trastamara como su rey, permaneciendo fiel hasta la muerte a quien había sido su legítimo señor. Dejó dilatada descendencia, de la que fue García de Moya, que asistió, entre los hijosdalgo, a las Cortes celebradas en Zaragoza en 1563. Como nieto del citado Rodrigo de Moya figura Juan de Moya, que radicó en Úbeda (Jaén), siendo admitido allí en su estado de hidalgo de sangre.
Guillén de Moya, caballero catalán, vivió por los años 1200 y estuvo acompañando al Rey don Pedro de Aragón en la batalla de las Navas de Tolosa. Está considerado por algunos autores como el progenitor de los Moya de Andalucía. Así lo dicen, entre otros, Fray Jaime de Bleda en el “Catálogo de Caballeros y Capitanes famosos”; Bernardo de Escolt en su  “Historia de Cataluña”, libro IV, folio 394; Argote de Molina en su “Nobleza de Andalucía”, y el analista Peña, libro I, capítulo 39, folio30. El Arcediano de Ronda, Lorenzo de Padilla, añade en su  “Nobiliario”, folio 531, que dicho Guillén procedía del linaje de los de Galicia.

## Ramas
Ramas en Huete y Belmonte: Queda dicho anteriormente que de la casa primitiva de Moya en la villa de este nombre hubo ramas en las villas de Huete y Belmonte, de la misma provincia de Cuenca. A este propósito dice Miguel de Salazar que esas ramas eran originarias de Álava, con lo que parece dar a entender que el progenitor del linaje, Álvaro Mariño, llamado también Álvaro de Moya, era alavés, cosa que está en pugna con las afirmaciones de otros tratadistas, los cuales como también se ha consignado al comienzo de este estudio, mantienen la opinión de que dicho Álvaro procedía de la casa del linaje Mariño, en Galicia. El citado Miguel de Salazar no lo apellida Mariño. Lo llama solamente Álvaro de Moya, y aunque en Álava radicó alguna familia de este linaje de Moya, no puede ser considerada como la primitiva o troncal, sino como una de las muchas dimanadas del solar de la provincia de Cuenca.
Ramas en Andalucía: En la provincia de Málaga: De las ramas establecidas en Andalucía merece especial mención la que radicó en la ciudad de Antequera (Málaga), de la que dimanó la línea que pasó a las villas de Ríogordo, Borge y Periana, del partido judicial de Colmenar, en la provincia de Málaga, creando en las tres villas nuevas casas solariegas, fundando en la jurisdicción de la última el lugar de Santiago de Moya y extendiéndose después a otras localidades malagueñas y a Sao Paulo (Brasil). En Almería: Otra antigua familia de Moya radicó en la loma de Úbeda, donde existió una antigua casa solariega de la nobleza de esta rama en esta parte del reino de Jaén. Otra antigua familia de Moya radicó en la villa de Laujar, del partido judicial de Canjáyar, en la provincia de Almería. Su casa solariega estaba sita en la hoy llamada Calleja de los Dolores, de la citada villa. José y Cristóbal Moya de la Torre, vecinos de Aracena (Huelva), obtuvieron el 30 de marzo de 1796, declaración de vizcainía como descendientes de otra casa de Moya, sita en el Valle de Carranza (Vizcaya).
En Pastrana y Madrid: Originaria del solar primitivo de la villa de Moya radicó en la villa de Pastrana, en la provincia de Guadalajara, y en Madrid, una rama del apellido que venimos estudiando. Pero igualmente en Madrid radica una rama de la misma de Andalucía.
En las Vascongadas hubo un antiguo e hidalgo solar de Moya en la villa de Vergara, de la provincia de Guipúzcoa, en su calle de Barrenkale, esquina a la Plaza. De este solar procedió Eugenio Moya y Coxa, cuarto nieto de Jorge Moya, que vivió en Vergara en 1656. Otro solar de Moya radicó en la villa de Bilbao. Y otra casa infanzona del mismo apellido hubo en el Valle de Carranza (Vizcaya). También moraron ramas de Moya en Álava.
En la isla de Mallorca vivió desde principios del siglo XV, una noble familia de ciudadanos militares apellidados Moyá. Juan Moyá, en 1408, con una galera propia, rindió unas galeotas de moros que habían desembarcado en la Palomera. Después fue veguer de Mallorca. Ramón Moyá obtuvo del rey Juan II de Aragón privilegio perpetuo de ciudadano el 13 de diciembre de 1461. Miguel Moyá, en 1484, fue enviado a la corte para dar cuenta el rey de la razón que tenían los payeses en el reñido pleito contra los ciudadanos sobre reducción de censos. Gaspar y Miguel Moyá socorrieron en 1521 las necesidades de la isla, logrando abastecerla de granos.
Además existen varias ramas del apellido en América Latina, se sabe que está presente en países como Argentina (Córdoba), Chile, Ecuador, México (Chihuahua, Nuevo León) y Costa Rica (Cartago) todas provenientes de España durante la colonia y varios siglos posteriores.

## Armas
Los Moya, de la primitiva casa solar, traen: Escudo partido: 1.º, en campo de gules, una escalera de oro, y 2.º, de veros de azur y plata. 
Dicen algunos tratadistas que las primitiva armas de los Moya fueron las mismas de los Mariño, o sea: De plata, con tres fajas de veros azules, en dos órdenes.
Pero entre este escudo y el del linaje de Mariño existe alguna diferencia, porque las fajas de veros azules que aparecen en el blasón primitivo de los Moya son solamente fajas onduladas azules en el blasón de los Mariño.
De esto deducimos que los Moya modificaron, en la forma que queda expresada, el escudo del linaje de Mariño, del cual procedían, según testimonian diversos autores y quedó consignado en el comienzo de este estudio.
Posteriormente, y en recuerdo de la hazaña realizada en la toma de la villa de Moya por el caballero gallego Álvaro Mariño, llamado también Álvaro de Moya, que fue el primero que comenzó aquel asalto a escala vista, acrecentaron los Moya sus primitivas armas añadiéndolas un primer cuartel y transformándolas en escudo partido, organizado así: 1.º, de gules, con una escala de oro puesta en situación de banda, y 2.º de plata, con las tres fajas de veros azules en dos órdenes.
En esta forma traen sus armas varias ramas de Moya, entre ellas la malagueña que radicó en las villas de Ríogordo y Borge.

## Casas
La casa de Moya en la villa de Laujar, de la provincia de Almería ostentaba un letrero que decía: ”Esta casa es de Moya”. Y sobre el balcón una piedra armera con el siguiente escudo partido: 1.º, de gules con la escalera de oro, y 2.º, de azur, con tres fajas de veros de plata.
Este escudo es igual al que hemos descrito, pintado y señalado como moya12, sin otra diferencia que en su segundo cuartel están invertidos los esmaltes del campo y de las piezas, puesto que los veros son de plata y el campo de azur en el blasón de la casa de Laujar.
La casa Moya, de la villa de Bilbao, trae: Escudo partido: 1.º, de gules, con una escala de oro, y 2.º, losanjado de plata y azur. 
Los Moya, de Álava, según Miguel de Salazar: De gules, con un castillo de plata, mazonado de sable, cuya torre de homenaje está sumada de un brazo armado del mismo metal que empuña una daga desnuda de plata y dos llaves de oro; bordura de azur con ocho castillos de oro. 
La casa Solariega de los Moya, de Úbeda, trae: Escudo partido: De gules, con una torre de piedra con franja de veros verdes y 2° de azur con un lagarto.
Otros Moya, traen: Escudo partido: 1.º, de oro, con una torre de piedra, y 2.º,  de azur, con un águila de sable. 
Otros Moya, traen: De oro con tres fajas de gules. 
Los Moyá o Moiá, según García Carraffa, traen: En campo de plata, cuatro fajas de veros de azur, y brochante sobre ellas una banda de oro, cargada de tres salmonetes, de gules.
Otros Moyá o Moiá, según García Carraffa, traen: En campo de gules, un palo, de oro, cargado de un salmonete, de gules.
Los Moyá o Moiá de Mallorca, según Joaquín María Bover, traen: En campo de plata, un cañón de artillería de su color, sobre una terraza, de sinople, sin cureña alguna.
Los Moyá de Moiá (Barcelona), según Bernat Mestre, traen: En campo de gules, un león, de oro, armado de sable.
Los Moyá, según Lluís Almerich, traen: Escudo cuartelado en sotuer: 1.º y 4.º, de azur, tres flores de lis, de oro, y 2.º y 3.º, de gules, tres cardos, de oro.
Otros Moyá, traen: En campo de azur, una corona de laurel, de sinople.
Otros Moyá, traen: En campo de oro, una banda de gules, engolada en cabezas de dragones, de sinople y acompañada de dos gallos de su color, uno arriba y otro abajo.
Los Moyá o Moiá, según Ferran de Sagarra, traen: En campo de gules, un león, de oro.
Los Moya de la casa de la villa de Vergara ostentaba un escudo que Juan Carlos de Guerra describe de esta manera: “Una torre puesta sobre dos leones rampantes,  que se miran el uno al otro; a cada lado del homenaje una estrella de seis rayos; al flanco derecho, otra torre menor, y al izquierdo, un escudo del mismo tamaño de la torre menor, cargado de cuatro bandas, y nacientes de los cantones altos, dos brazos armados con sendas espadas en las manos, en dirección abajo, uno a cada flanco del escudo.” Omite los esmaltes. 
Los Moya de Vergara usaron también este escudo: “Torre sobre dos leones rampantes, afrontados: a cada lado del homenaje, una estrella de seis puntas; a la diestra, otra torre menor; a la siniestra, un escusón con cuatro bandas; nacientes de los cantones altos, dos brazos armados con espada, con la punta baja.” Así  la describe Juan Luis Espejo, pero no indica los esmaltes.